# Königin-Luise-Gedächtniskirche (Breslau)

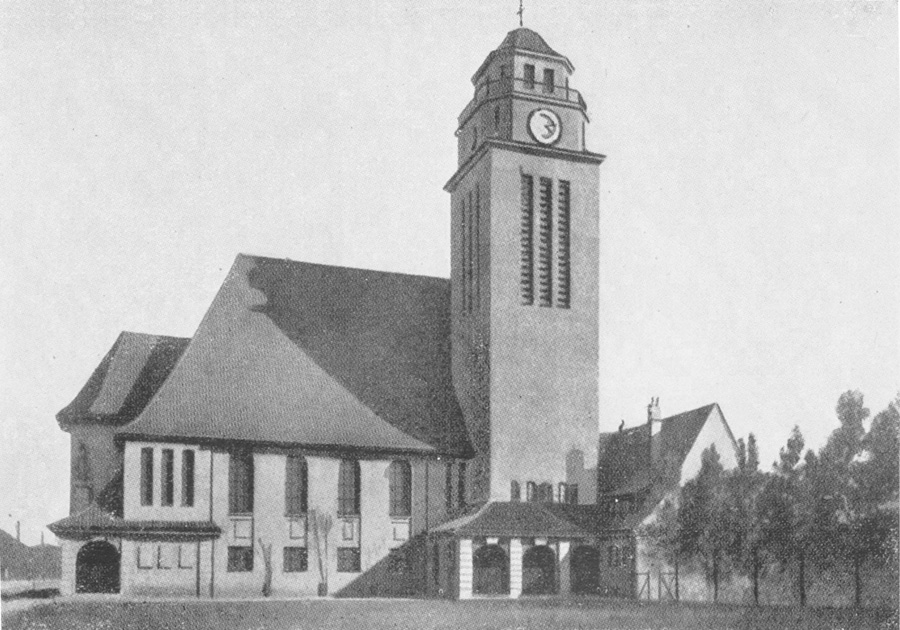
Die Kirche im Jahre 1920

Die evangelische Königin-Luise-Gedächtniskirche (polnisch Kościół Pamięci Królowej Luizy) in Breslau wurde 1913–1915 nach Entwurf des Architekten Ewald Wachenfeld errichtet. Am 29. März 1945 wurde sie auf Befehl des Gauleiters Karl Hanke gesprengt. Sie stand an der Ofener Straße 37/39 (heutige ul. Krakowska).

## Geschichte des Bauwerks

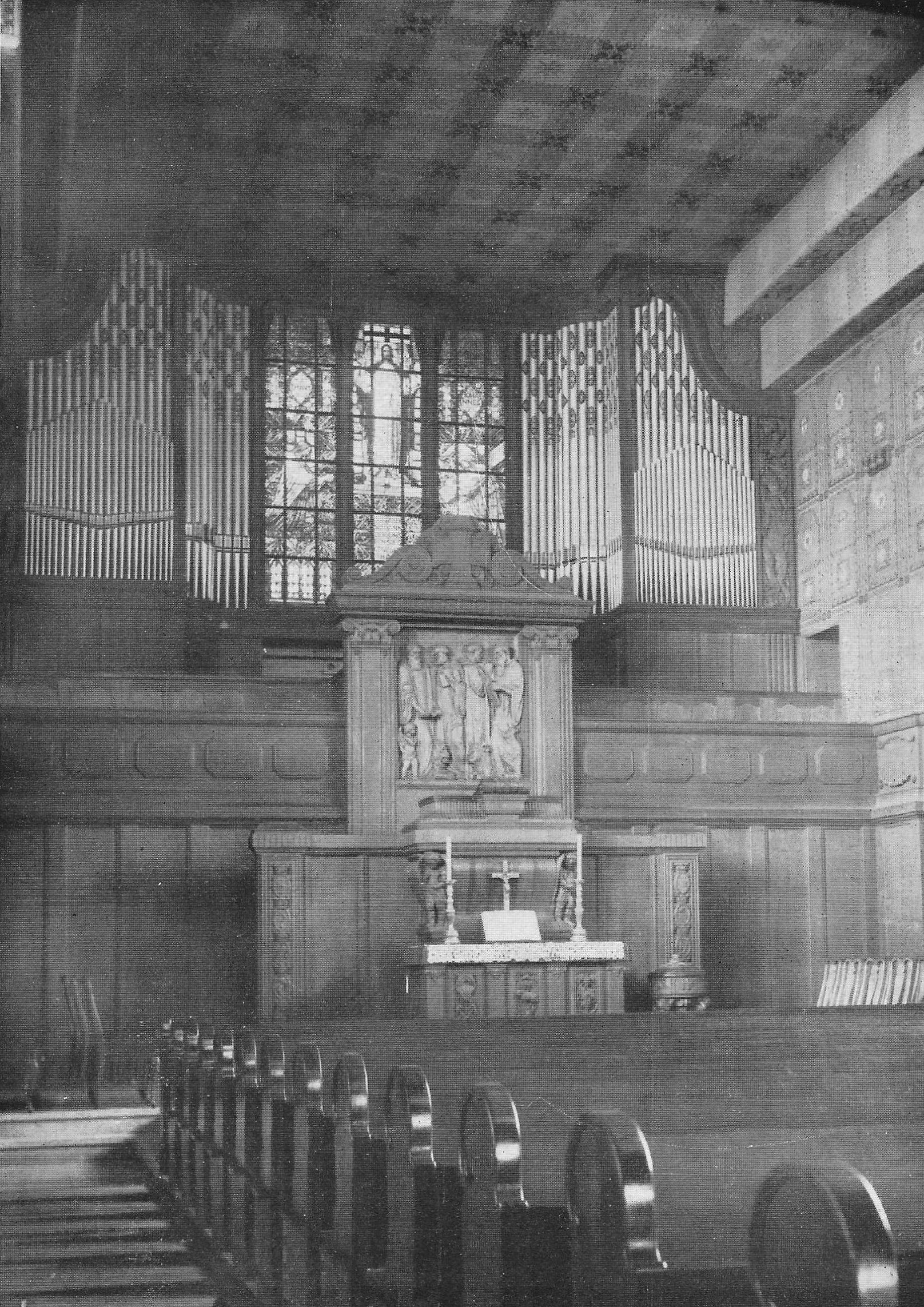
Blick zum Altar – Aufnahme aus den 1920er Jahren

Die Grundsteinlegung der Königin-Luise-Gedächtniskirche erfolgte im Herbst 1913. Breslau als Stadt der Befreiungskriege von 1813 würdigte damit die preußische Königin Luise. Der erste Gottesdienst konnte am 22. Oktober 1915 durch Pastor primus Müller-Osten gefeiert werden.

## Ausgestaltung des Innenraumes
Der Innenraum glich dem Typus einer evangelischen Predigtkirche. Über dem Altar waren die Kanzel und die Orgel angeordnet. Die Wände waren mit Eichenholz getäfelt, und die kleinen Fenster unter den Seitenemporen zeigten Glasmalereien mit den Bildnissen von König Gustav II. Adolf, Kaiser Wilhelm I., Bismarck, Hindenburg, Luther, Melanchthon, Johann Heß und Ambrosius Moibanus. An der rechten Wand des Altarraumes war das Profil der Königin Luise eingelassen. Die Rückwand des Altars zeigte die Vier Evangelisten mit ihren Symbolen. Zwischen den Pedaltürmen der Orgel war auf einem großen Glasbildnis eine Christus-Apotheose dargestellt. Der Innenraum bot Sitzgelegenheiten für 500 Besucher.

## Geistliche
- Pastor primus Paul Müller-Osten (* 28. August 1868; † 3. Oktober 1935)[1]
- Pastor Ernst Moering (1915–1927)
- Kirchenrat Pastor Paul Bessert
- Pastor Hiller
- Pastor Wichura

## Kirchenmusiker
- Arthur Müller
- Gerhard Zeggert (1896–1977)
- Gerhard Bremsteller (1905–1977)